# Hogans Corner
Hogans Corner az Amerikai Egyesült Államok északnyugati részén, Washington állam Grays Harbor megyéjében elhelyezkedő statisztikai település, 2010 előtt Oyehut–Hogans Corner része. A 2010. évi népszámlálási adatok alapján 85 lakosa van.